# کالدول اسلستین
کالدول اسلستین (انگلیسی: Caldwell Esselstyn؛ زادهٔ ۱۲ دسامبر ۱۹۳۳) قایقران روئینگ و جراح اهل ایالات متحده آمریکا بود.